# 加利福尼亞州第十一國會選區
加利福尼亞州第十一國會選區（英語：California's 11th congressional district）是美国加利福尼亚州的一個聯邦國會選區，覆蓋康特拉科斯塔县的一部份，包括阿拉莫、安條克、貝普安特、布萊克霍克、克萊頓、康科德、丹維爾、迪亞布洛、艾塞利托、埃爾索布蘭特、肯辛頓、拉斐特、莫拉加、奧林達、匹茲堡、愉快山、聖巴勃羅、列治文和核桃溪這些城市。
現任聯邦眾議員為民主黨的南希·佩洛西，她曾擔任過美國眾議院議長。該選區傳統是民主黨票倉，2023年的库克党派投票指数為D+37（民主黨候選人在該選區的得票率比民主黨全國的平均得票率高37個百分點），佩洛西在選舉中獲得81.5%的選票。

## 選區議員列表
| 代表 (駐地)                         | 政黨   | 國會                           | 年                                                      | 選舉歷史 | 區域位置                                                                                  |
| ----------------------------------- | ------ | ------------------------------ | ------------------------------------------------------- | --- | ----------------------------------------------------------------------------------------- |
| 選區成立於1913年3月4日              |        |                                |                                                         | |                                                                                           |
| 威廉·凱特 (聖地牙哥)                | 民主黨 | 1913年3月4日 – 1921年3月3日    | 第63屆 第64屆 第65屆 第66屆                             | 1912年當選。 1914年當選連任。 1916年當選連任。 1918年當選連任。 退休。                                                            | 帝國縣、因約縣、莫諾縣、 橙縣、里弗賽德縣、河邊縣、 聖貝納迪諾縣和聖地牙哥縣              |
| 菲爾·斯溫 (埃爾森特羅)              | 共和黨 | 1921年3月4日 – 1933年3月3日    | 第67屆 第68屆 第69屆 第70屆 第71屆 第72屆               | 1920年當選。 1922年當選連任。 1924年當選連任。 1926年當選連任。 1928年當選連任。 1930年當選連任。 退休。                          | 帝國縣、因約縣、莫諾縣、 橙縣、里弗賽德縣、河邊縣、 聖貝納迪諾縣和聖地牙哥縣              |
| 威廉·衣·埃文斯 (格倫代爾)           | 共和黨 | 1933年3月4日 – 1935年1月3日    | 第73屆                                                  | 自第9國會選區重劃而成並於 1932年當選連任。 競選連任失利。                                                                         | 洛杉磯縣                                                                                  |
| 約翰·S·麥格羅蒂 (圖洪加)            | 民主黨 | 1935年1月3日 – 1939年1月3日    | 第74屆 第75屆                                           | 1934年當選。 1936年當選連任。 退休並競選加州州務卿。                                                                              | 洛杉磯縣                                                                                  |
| 約翰·卡爾·欣肖 (帕薩迪納)           | 共和黨 | 1939年1月3日 – 1943年1月3日    | 第76屆 第77屆                                           | 1938年當選。 1940年當選連任。 重劃至第20國會選區。                                                                                | 洛杉磯縣                                                                                  |
| 喬治·衣·奧特蘭 (聖塔芭芭拉)         | 民主黨 | 1943年1月3日 – 1947年1月3日    | 第78屆 第79屆                                           | 1942年當選。 1944年當選連任。 競選連任失利。                                                                                      | 蒙特利縣、 聖路易斯-奧比斯保縣、 聖塔芭芭拉縣和 文圖拉縣                                  |
| 歐內斯特·K· 布蘭布萊特 (太平洋叢林) | 共和黨 | 1947年1月3日 – 1953年1月3日    | 第80屆 第81屆 第82屆                                    | 1946年當選。 1948年當選連任。 1950年當選連任。 重劃至第13國會選區。                                                               | 蒙特利縣、 聖路易斯-奧比斯保縣、 聖塔芭芭拉縣和 文圖拉縣                                  |
| J·勒羅伊·約翰遜 (斯托克頓)          | 共和黨 | 1953年1月3日 – 1957年1月3日    | 第83屆 第84屆                                           | 自第3國會選區重劃而成並於 1952年當選連任。 1954年當選連任。 競選連任失利。                                                        | 聖華金縣和史丹尼斯勞斯縣                                                                  |
| 約翰·J·麥克福爾 (曼提加)            | 民主黨 | 1957年1月3日 – 1963年1月3日    | 第85屆 第86屆 第87屆                                    | 1956年當選。 1958年當選連任。 1960年當選連任。 重劃至第15國會選區。                                                               | 聖華金縣和史丹尼斯勞斯縣                                                                  |
| J·亞瑟·揚格 (聖馬刁)                | 共和黨 | 1963年1月3日 – 1967年6月20日   | 第88屆 第89屆 第90屆                                    | 自第9國會選區重劃而成並於 1962年當選連任。 1964年當選連任。 1966年當選連任。 去世。                                               | 聖馬刁縣                                                                                  |
| 空缺                                | 空缺   | 1967年6月20日 – 1967年12月12日 | 第90屆                                                  | | 聖馬刁縣                                                                                  |
| 皮特·麥克洛斯基 (洛杉磯)            | 共和黨 | 1967年12月12日 – 1973年1月3日  | 第90屆 第91屆 第92屆                                    | 當選，接替楊格的任期， 1968年當選連任。 1970年當選連任。 重劃至第17國會選區。                                                     | 聖馬刁縣                                                                                  |
| 利奧·瑞安 (南舊金山)                | 民主黨 | 1973年1月3日 – 1978年11月18日  | 第93屆 第94屆 第95屆                                    | 1972年當選。 1974年當選連任。 1976年當選連任。 1978年當選連任，但遇刺。                                                           | 1973–1983 聖馬刁縣北部                                                                    |
| 空缺                                | 空缺   | 1978年11月18日 – 1979年4月3日  | 第95屆 第96屆                                           | | 1973–1983 聖馬刁縣北部                                                                    |
| 威廉·羅耶 (紅木城)                  | 共和黨 | 1979年4月3日 – 1981年1月3日    | 第96屆                                                  | 當選接替瑞安的任期。 競選連任失利。                                                                                               | 1973–1983 聖馬刁縣北部                                                                    |
| 湯姆·蘭托斯 (聖馬刁)                | 民主黨 | 1981年1月3日 – 1993年1月3日    | 第97屆 第98屆 第99屆 第100屆 第101屆 第102屆            | 1980年當選。 1982年當選連任。 1984年當選連任。 1986年當選連任。 1988年當選連任。 1990年當選連任。 重劃至第12國會選區。            | 1973–1983 聖馬刁縣北部                                                                    |
| 湯姆·蘭托斯 (聖馬刁)                | 民主黨 | 1981年1月3日 – 1993年1月3日    | 第97屆 第98屆 第99屆 第100屆 第101屆 第102屆            | 1980年當選。 1982年當選連任。 1984年當選連任。 1986年當選連任。 1988年當選連任。 1990年當選連任。 重劃至第12國會選區。            | 1983–1993 聖馬刁縣大部分地區                                                              |
| 理查·龐博 (特蕾西)                  | 共和黨 | 1993年1月3日 – 2007年1月3日    | 第103屆 第104屆 第105屆 第106屆 第107屆 第108屆 第109屆 | 1992年當選。 1994年當選連任。 1996年當選連任。 1998年當選連任。 2000年當選連任。 2002年當選連任。 2004年當選連任。 競選連任失利。 | 1993–2003 薩克拉門託縣大部分地區和 聖華金縣                                               |
| 理查·龐博 (特蕾西)                  | 共和黨 | 1993年1月3日 – 2007年1月3日    | 第103屆 第104屆 第105屆 第106屆 第107屆 第108屆 第109屆 | 1992年當選。 1994年當選連任。 1996年當選連任。 1998年當選連任。 2000年當選連任。 2002年當選連任。 2004年當選連任。 競選連任失利。 | 2003–2013 阿拉米達縣東部、 康特拉科斯塔縣東郚和北部、 聖華金縣大部分地區和 聖克拉拉縣南部 |
| 傑瑞·麥克納尼 (斯托克頓)            | 民主黨 | 2007年1月3日 – 2013年1月3日    | 第110屆 第111屆 第112屆                                 | 2006年當選。 2008年當選連任。 2010年當選連任。 重劃至第9國會選區。                                                                |                                                                                           |
| 喬治·米勒 (康馬丁內斯)              | 民主黨 | 2013年1月3日 – 2015年1月3日    | 第113屆                                                 | 自第7國會選區重劃而成並於 2012年當選連任。 退休。                                                                                 | 2013–2023 康特拉科斯塔縣大部分地區                                                        |
| 馬克·德索爾尼爾 (康科德)            | 民主黨 | 2015年1月3日 – 2023年1月3日    | 第114屆 第115屆 第116屆 第117屆                         | 2014年當選。 2016年當選連任。 2018年當選連任。 2020年當選連任。 重劃至第10國會選區。                                              | 2013–2023 康特拉科斯塔縣大部分地區                                                        |
| 南希·佩洛西 (三藩市)                | 民主黨 | 2023年1月3日 – 現在            | 第118屆 第119屆                                         | 自第12國會選區重劃而成並於 2022年當選連任。 2024年當選連任。                                                                      | 2023–現在 三藩市大部分地區                                                                |

## 選舉結果

### 2022
| 党派 | 党派               | 候选人             | 得票数  | 百分比 |
| ---- | ------------------ | ------------------ | ------- | ------ |
|      | 民主党             | 南希·佩洛西 (時任) | 220,848 | 84.0   |
|      | 共和党             | 约翰·丹尼斯        | 42,217  | 16.0   |
| 合计 | 合计               | 合计               | 263,065 | 100    |
|      | 民主党保持既有席位 |                    |         |        |

### 2024
| 党派 | 党派               | 候选人             | 得票数  | 百分比 |
| ---- | ------------------ | ------------------ | ------- | ------ |
|      | 民主党             | 南希·佩洛西 (時任) | 274,796 | 81.0   |
|      | 共和党             | 布魯斯·劉          | 64,315  | 19.0   |
| 合计 | 合计               | 合计               | 339,111 | 100    |
|      | 民主党保持既有席位 |                    |         |        |